# John Hope, II conte di Hopetoun
John Hope, II conte di Hopetoun (7 settembre 1704 – 12 febbraio 1781), è stato un nobile scozzese.

## Biografia
Era il primo figlio maschio di Charles Hope, I conte di Hopetoun, e di sua moglie Lady Henrietta Johnstone.
Nel 1747 è stato nominato Curatore Bonis (Trustee in Lunacy) per il prozio, il IV conte di Annandale e Hartfell. Fu Lord High Commissioner all'Assemblea Generale della Chiesa di Scozia nel 1754.

## Matrimoni

### Primo Matrimonio
Sposò, il 14 settembre 1733, Anne Ogilvy (?-8 febbraio 1859), figlia di James Ogilvy, V conte di Findlater, e di sua moglie, Lady Elizabeth Hay. Ebbero tre figli:
- Lady Elizabeth Hope (1739-7 aprile 1756), sposò Henry Douglas, conte di Drumlanrig, non ebbero figli;
- James Hope, III conte di Hopetoun (23 agosto 1741-29 maggio 1817);
- Lady Sophia Hope (1759-8 marzo 1813), sposò Charles Hamilton, VIII conte di Haddington, ebbero un figlio.

### Secondo Matrimonio
Sposò, il 30 ottobre 1762, Jane Oliphant (?-16 marzo 1767), figlia di Robert Oliphant. Ebbero tre figli:
- Lady Anne Hope (7 ottobre 1763-21 gennaio 1780);
- John Hope, IV conte di Hopetoun (17 agosto 1765-27 agosto 1823);
- Lady Jane Hope (18 dicembre 1766-9 giugno 1829), sposò in prime nozze Henry Dundas, I visconte di Melville, sposò in seconde nozze Thomas Wallace, I barone Wallace.

### Terzo Matrimonio
Sposò, il 10 giugno 1767, Lady Elizabeth Leslie (?-10 aprile 1788), figlia di Alexander Melville, V conte di Leven, e di Elizabeth Monypenny. Ebbero quattro figli:
- Lord Charles Hope (16 ottobre 1768-1º luglio 1828), sposò Louisa Anne Hatton, ebbero una figlia;
- Lord Alexander Hope (2 dicembre 1769-19 maggio 1837), sposò Georgiana Brown, ebbero cinque figli;
- Lady Charlotte Hope (1778-?), sposò Charles Hope, Lord di Granton, quattro figli;
- Lady Mary Anne Hope (?-21 febbraio 1838), sposò Sir Patrick Murray di Ochtertyre, VI Baronetto, ebbero otto figli.

## Morte
Morì il 12 febbraio 1781, all'età di 76 anni.